# Margot Honecker
Margot Honecker (született: Margot Feist, Halle an der Saale, Weimari Köztársaság, 1927. április 17. – Santiago, Chile, 2016. május 6.) keletnémet politikus, 1949–1955 között az Ernst Thälmann úttörőszövetség elnöke, 1963–1989 között az NDK közoktatási minisztere, 1953-tól Erich Honecker pártvezető, államfő harmadik felesége, 1994-től özvegye.

## Életpályája
1927-ben egy cipész és egy gyári munkásnő lányaként született Hallében. Apja 1939-ben szabadult a buchenwaldi koncentrációs táborból. Általános iskolai tanulmányai végeztével, 1938-ban belépett a Hitlerjugendnek megfelelő, lányokat tömörítő náci ifjúsági szervezetbe, a Német Lányok Ligájába (Bund Deutscher Mädel), melynek 1945-ig tagja volt. Édesanyja 1940-ben meghalt, ekkor öccsével, Manfreddel anyai nagyanyjához Sziléziába költözött. Hirschbergben kapott telefonkezelői kiképzést, itt érte a háború vége.
1945-ben visszatér Hallébe, majd belépett a Kommunista Pártba (KPD) és a Szabad Német Szakszervezeti Szövetségbe (FDGB), ahol titkárnőként alkalmazták. 1946-tól a hallei körzet Szabad Német Ifjúság (FDJ) sajtóirodájának, majd 1947-től a kulturális és oktatási osztályának vezetője volt. 1948 januárjában megbízták az FDJ Szász-Anhalt tartományi irányításával, majd 1949-ben az úttörőszövetség elnöke lett. Egy úttörő-delegáció tagjaként járt a Szovjetunióban, és ekkor ismerkedett meg a párt ifjúsági szervezetének főtitkáraként már a felső vezetők körébe tartozó, nála tizenöt évvel idősebb, házas, kisgyermekes Erich Honeckerrel. A kapcsolatból 1952 decemberében megszületett Sonja nevű kislánya. Erich Honecker ezt követően a pártvezetés nyomására elvált második feleségétől, Edith Honecker-Baumanntól és 1953-ban feleségül vette Margot Feistet.
A kelet-berlini pártvezetés 1953-ban Moszkvába küldte komszomol iskolába. Egy évvel később a Népoktatási Minisztériumban kapott állást. 1958-ban a népoktatási és tudományos tárca miniszter-helyettese, majd 1963-tól huszonhat éven át az NDK népoktatási minisztere volt. Minisztersége alatt mindvégig az egyházak ádáz ellenfelének számított, és mindent megtett az iskolák politizálása, illetve militarizálása érdekében. Egy egységes, zárt és fegyelmezett iskolarendszert vezetett be, határozott követelményekkel, igazi porosz szellemben. Az 1970-es években kötelezővé tette a középiskolások számára a honvédelmi foglalkozást, amely elméleti oktatásból, két hét táborozásból, némi katonai előképzésből és célba lövésből állt.
1989 októberében férje lemondott tisztségeiről, majd novemberben ő is felmentését kérte. 1991 márciusában férjével együtt Moszkvába menekült,  A Gorbacsov elleni 1991. nyári puccs bukása után a chilei nagykövetségen kértek politikai menedékjogot, azonban férjét kiadták Németországnak, ahol az NDK-ból menekülni próbálók agyonlövése miatt bíróság elé állították és börtönbüntetésre ítélték.
1992 júliusában, a már egyesített német vezetés engedélyezte Margot Honeckernek, hogy lányához és unokájához, Robertóhoz Santiago de Chilébe kitelepüljön. Férjét 1993-ban, betegségére való tekintettel szabadon engedték, majd hosszas huzavona után Chilébe emigrált, ott halt meg 1994-ben.
2008-ban, a baloldali szandinista forradalom győzelmének 29. évfordulója alkalmából magas állami kitüntetést vehetett át Daniel Ortega nicaraguai elnöktől.